# 张锦池
张锦池（1937年2月16日—2020年9月27日），男，侨眷，江苏靖江人。中国古典文学专家，哈尔滨师范大学终身教授。

## 生平
1937年2月16日生于江苏省靖江县季市镇。童年念私塾，先后就读于季市小学、靖江县中学。1949年因父亲与庶母赴台湾，被遗于上海街头。曾当过学徒，做过临时工，卖过茶叶蛋。1952年以晚上到上钢二厂做临时工的微薄收入复学上海有恒中学。1958年毕业于上海市上海中学，1963年毕业于北京大学中文系文学专业。
1963年分配到哈尔滨师范学院中文系工作，先后教过现当代文学、文艺理论、古代文学。长期从事中国小说史、明清文学史的教学和科研工作，代表性论著有《红楼十二论》、《论孙悟空的“血统”问题”》等。1978年任讲师，1980年晋升副教授，1985年晋升教授。社会兼职任中国红学会副会长、《文学遗产》通讯编委、中国艺术研究院《红楼梦学刊》编委。
2017年被授予哈尔滨师范大学终身教授荣誉称号。2020年9月27日17时55分逝世，终年83岁。

## 研究
在红学方面，张锦池在上大学时开始喜欢《红楼梦》，1964年在期刊发表了首篇关于《红楼梦》研究的文章：《论薛宝钗性格及其时代烙印》。1982年初版的专著《红楼十二论》在学界有较大影响。曾参加高校文科教材《文学理论基础》的编写，也曾参加新校注本《红楼梦》的校注工作，还是1986年哈尔滨国际《红楼梦》研讨会的主要筹备者和主持者之一。

## 出版物
- 张锦池. . 博雅文丛第二辑. 北京: 人民文学出版社. 2013. ISBN 978-7-02-010013-2.
- 张锦池. . 北京: 人民出版社. 2014. ISBN 978-7-01-013207-5.
- 张锦池. . 北京: 人民出版社. 2016. ISBN 978-7-01-015419-0.
- 张锦池. . 北京: 人民出版社. 2019. ISBN 978-7-01-020895-4.